# Deutsche Schmerzliga
Die Deutsche Schmerzliga e.V. ist eine Selbsthilfeorganisation für Menschen mit chronischen Schmerzen. Seit 1990 setzt der Verein sich dafür ein, dass Patienten mit chronischen Schmerzen eine adäquate Therapie und Versorgung erhalten. Sitz ist Frankfurt am Main. Es gibt 70 regionale Selbsthilfegruppen, die sich unter dem Dach der Deutschen Schmerzliga zusammengefunden haben, die mit 3.000 Mitgliedern die größte Betroffenenorgansisation zum Themenbereich chronische Schmerzen in Deutschland ist. 

## Geschichte
Der Verein wurde 1990 in Frankfurt gegründet. Das Gründungsmitglied Peter Hoffmann, Frankfurter Verleger, wurde in der Gründungsversammlung zum 1. Vorsitzenden gewählt. Weiteres Gründungsmitglied war die Frankfurter Lehrerin Brigitta Gibson, selbst Schmerzpatientin, die im Jahr 1989 eind lokale Selbsthilfegruppe gegründet hatte, die zur Keimzelle der Deutschen Schmerzliga wurde.
Die Deutsche Schmerzliga war 1991 Mitveranstalter des Deutschen Schmerztages in Frankfurt, der vom pmi Verlag initiiert, organisiert und durchgeführt wurde. Seitdem findet bei allen Deutschen Schmerztagen ein Patientenforum statt, in dem die wichtigsten neuen Erkenntnisse der Schmerzmedizin allgemeinverständlich von Experten präsentiert werden. Im Jahr 1997 wurde Marianne Koch Präsidentin der Deutschen Schmerzliga. Die Medizinerin und Schauspielerin hatte dieses Amt bis 2011 inne und wurde danach zur Ehrenpräsidentin ernannt. Im Jahr 1998 hatte die Liga bereits 1000 Mitglieder und 42 regionale Selbsthilfegruppen. Die Deutsche Schmerzliga begann, die regionalen Gruppen finanziell zu unterstützen. Anlässlich des Deutschen Schmerztages am 24. Februar 1999 erschien zum ersten Mal das Patienten-Magazin. Vier Jahre später erhielt die Präsidentin Marianne Koch den Ehrenpreis des Deutschen Schmerzpreises auf dem Deutschen Schmerztag 2003.

„Schmerzen können behandelt und gelindert werden, und Schmerzkranke haben das Recht auf eien kompetente Therapie. Ich möchet dazu beitragen, dass dieses Recht durchgesetzt wird. Dazu brauchen wir eine starke Schmerzliga: Denn nur gemeinsam sind wir stark!“

### Mitgliederentwicklung
Die Schmerzliga hatte 2010 über 5.000 Mitglieder und umfasste 102 Selbsthilfegruppen. Die Mitgliederzahl sank bis zum Jahr 2022 auf 4.000 Personen, während sich die Anzahl der organisierten Selbsthilfegruppen auf 100 reduzierte. Im Jahr 2025 waren es 3.000 Mitglieder, die sich in 70 Regionalgruppen organisierten. Zum Präsidenten der Deutschen Schmerzliga wurde im Jahr 2013 erstmals der Kinder- und Jugendarzt Michael A. Überall gewählt. Der heutige Direktor des Institus für Neurowissenschaften, Algesiologie und Pädiatrie in Nürnberg steht der Gesellschaft auch aktuell vor.

### Struktur
In der Geschäftsstelle arbeiten drei hauptamtliche und zwei ehrenamtliche Mitarbeiter. Die Arbeit der Deutschen Schmerzliga wird unter anderem durch Spenden von Unternehmen der pharmazeutischen Industrie unterstützt, beispielsweise GSK (früher GlaxoSmithKline). Das jährliche Budget des Vereins beträgt mehr als 170.000 Euro, etwa ein Viertel des Betrags resultiert aus Spenden von Wirtschaftsunternehmen. 

## Engagement und Ziele
Die Deutsche Schmerzliga erhält jährlich über 25.000 Anfragen von Betroffenen dun deren Angehörigen. Ihnen wird neben der Hilfe zur Selbsthilfe medizinische und sozialrechtliche Betreuung vermittelt. Die Deutsche Schmerzliga hat sich zum Ziel gesetzt, die Lebensqualität von Menschen mit chronischen Schmerzen durch eine Optimierung der medizinischen Situation zu verbessern und Anlaufstelllen für Betroffene zu schaffen. Zudem soll Aufmerksamkeit und Akzeptanz für die Situation von Schmerzpatienten erzeugt werden. Konkrete Forderungen sind:
- Diagnostik und Therapie von akuten und chronischen Schmerzen müssen in die Approbationsordnung als Pflichtfach aufgenommen werden, damit Ärzte mit den Grundlagen der Schmerzbehandlung vertraut sind. Ebenso gehört die Schmerzmedizin auch in die Weiterbildungsordnungen der Fachärzte.
- Einrichtung einer Qualifizierung zum „Facharzt für Schmerztherapie“.[1] Dies gewährleistet, dass Schmerzdiagnostik und Schmerztherapie an den Hochschulen und in der medizinischen Aus-, Weiter- und Fortbildung spezifisch repräsentiert werden und nicht als Anhängsel anderer Disziplinen auftreten. Entsprechend müssen Professuren und Lehrstühle geschaffen werden.
- Die Schmerzforschung muss ein elementarer Bestandteil in der Gesundheitsforschung sein.
- Eine abgestufte Versorgung und definierte Behandlungspfade für Schmerzpatienten und klare Schnittstellen müssen im Gesundheitswesen etabliert werden. Nur so können „Patientenkarrieren“ und die Chronifizierung von Schmerzen vermieden werden.
- Chronische Schmerzen müssen interdisziplinär behandelt werden. Erforderlich sind Schmerzzentren, in denen verschiedene Fachrichtungen – Ärzte, Psychologen, Physiotherapeuten – zusammenarbeiten und den Patienten gemeinsam betreuen. Diese gestufte Versorgungsstruktur muss flächendeckend verfügbar sein.
- Die politischen, ökonomischen und strukturellen Rahmenbedingungen des Gesundheitswesens müssen so verändert werden, dass sie eine angemessene Behandlung von Schmerzpatienten ermöglichen

## PraxisRegister Schmerz in der Kritik
Seit Mitte des Jahres 2016 betreibt die Deutschen Schmerzliga gemeinsam mit der Deutschen Gesellschaft für Schmerzmedizin nach deren Angaben und in gemeinsamer Kooperation mit der privatwirtschaftlichen Firma O.Meany MDPM GmbH das Online-"DGS-PraxisRegister Schmerz" namens "iDocLive" bzw. „mein-Schmerz_de“
Im Jahr 2025 legte ein Datenschutzgutachten Mängel des DGS-Schmerzregisters offen und kritisierte dessen Intransparenz. Das Netzwerk Datenschutzexpertise übte darin scharfe Kritik am Praxisregister Schmerz, und warnte, dass Daten intransparent fragwürdigen Auswertungen der Pharmaindustrie dienen würden. Zudem sei die Information des Schmerzregisters gegenüber Patienten und Ärzten über die tatsächliche Verwendung der Daten intransparent und eine Offenlegung der genauen Praktiken werde von den Verantwortlichen verweigert. Zudem sei unklar, ob, an wen und unter welchen Umständen die Daten zudem verkauft werden.

## Weblink
- Homepage